# Alissa White-Gluz
Alissa White-Gluz (Montreal, 31 de julio de 1985) es una cantante canadiense, conocida por ser la actual vocalista de la banda de death metal melódico Arch Enemy, y exvocalista y miembro fundadora de la banda canadiense de metalcore The Agonist. Su estilo vocal incluye tanto voz gutural como voz limpia.

## Trayectoria

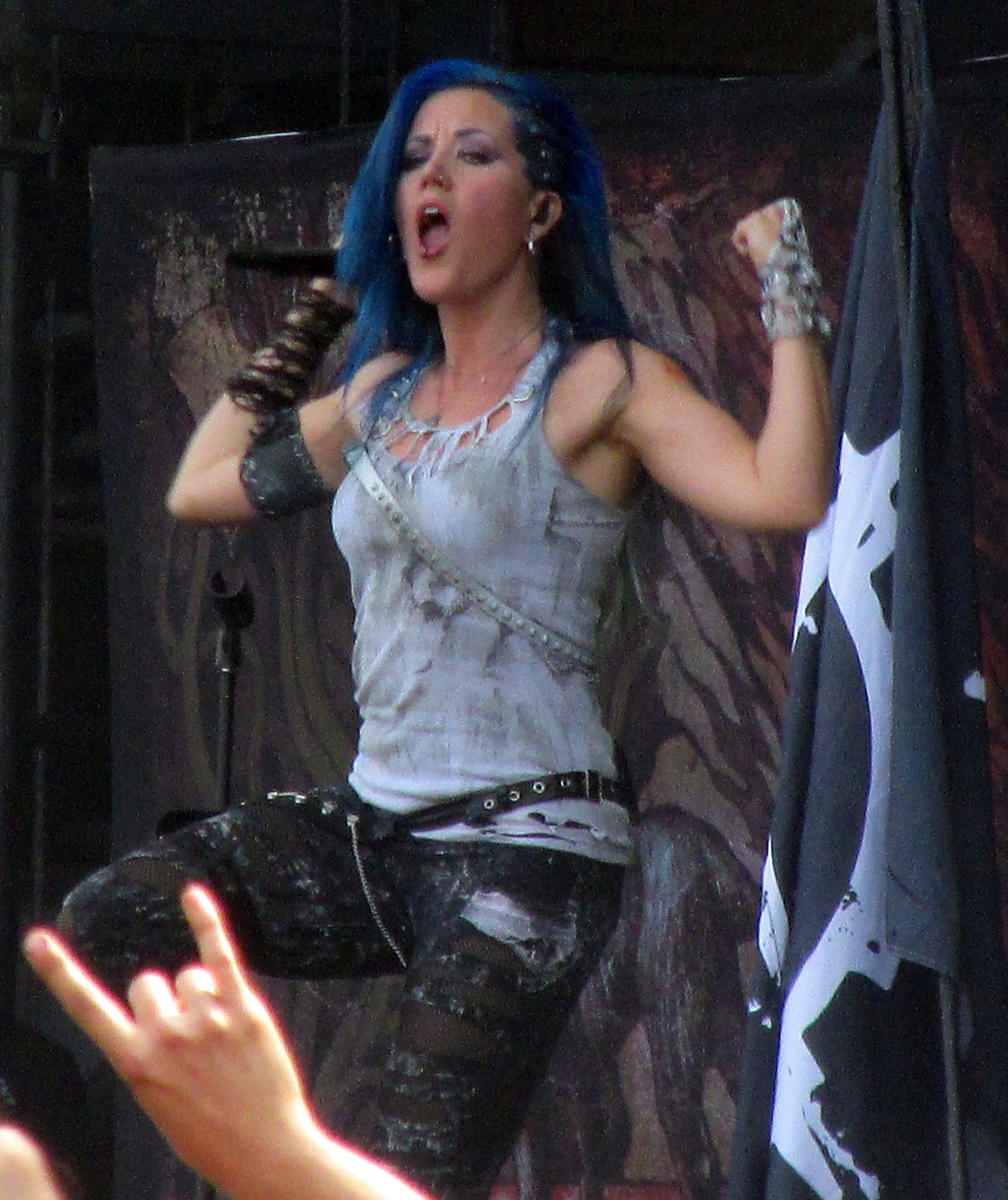
Alissa White-Gluz cantando en el Wacken Open Air del 2014 con Arch Enemy

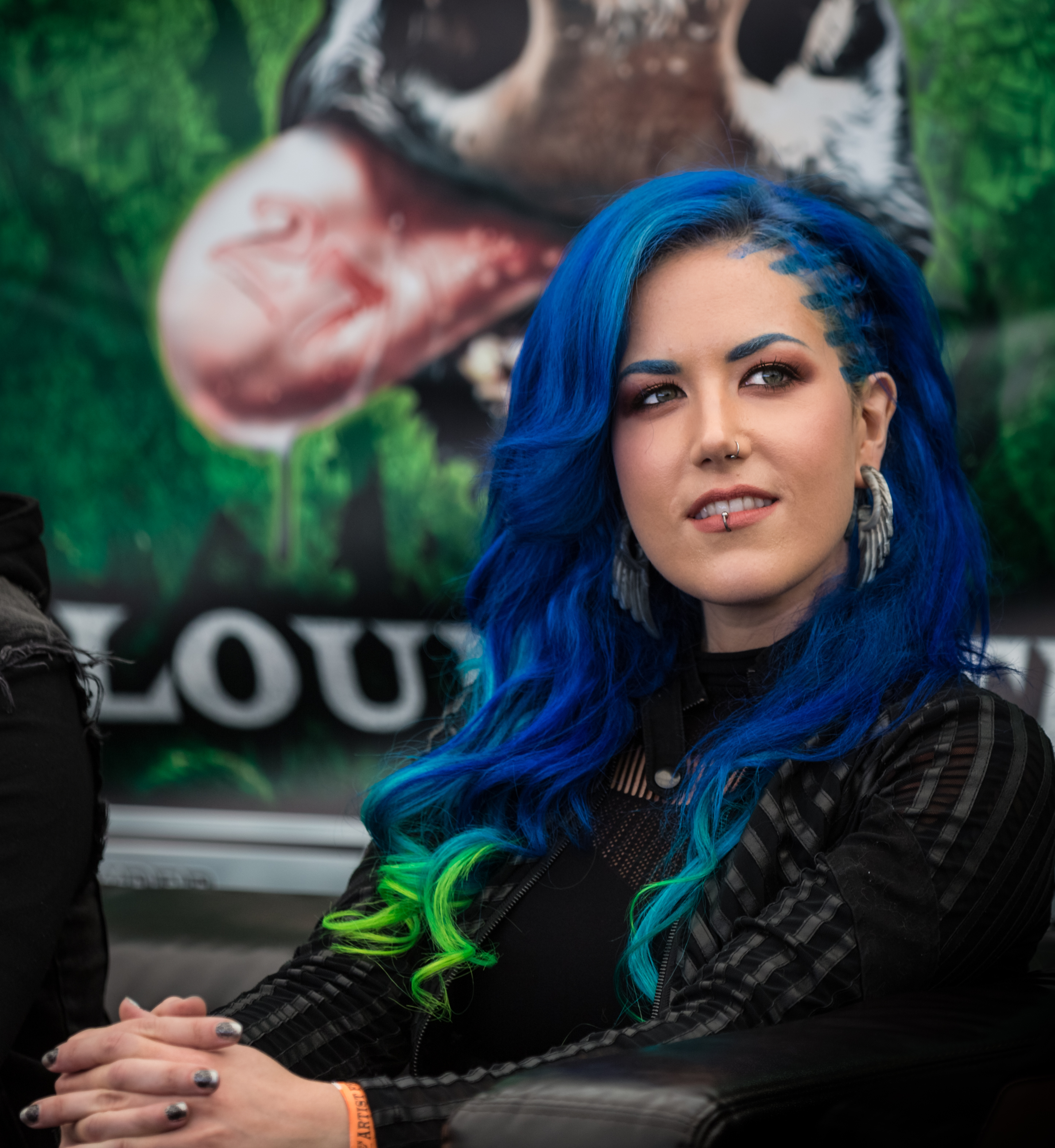
Alissa White-Gluz en el Wacken Open Air del 2016 con Arch Enemy

Alissa ayudó a dar a conocer a la banda The Agonist gracias a su estilo de canto, pero también en parte a su imagen, ya que ha aparecido en dos ediciones de la revista «Revólver» gracias a su apariencia. Además, trabaja activamente con PETA, siendo ella una amante de los animales. Otra característica es que pertenece al movimiento straight edge y lleva una vida vegana desde los 15 años, siendo vegetariana de nacimiento. Ha participado como invitada de la banda Synastry en la canción "In Your Eyes" y con la banda (The) Plasmarifle con la canción "From the Trail of Ashes". Al igual ha sido invitada de la banda de thrash metal Testament en la canción "Into the Pit", y en la banda de metal sinfónico Delain en la canción "The Tragedy Of The Commons". También participó como artista invitada en el álbum de Kamelot, Silverthorn en el tema "Sacrimony", y en 2015 en su álbum Haven, en el tema "Liar Liar (Wasteland Monarchy)".
El 17 de marzo de 2014, se anuncia oficialmente el ingreso de Alissa a la banda de Death metal melódico Arch Enemy, donde desaparece su voz limpia y se anuncia su separación con The Agonist, aunque Alissa quería estar en ambas bandas al mismo tiempo pero los miembros de The Agonist no aceptaron. Alissa recibió un correo electrónico de Angela Gossow cuando estaba de gira con Kamelot, en el cual le dijo que tenía que hablar con ella; al principio Alissa dijo estar preocupada, pero cuando se enteró de la noticia su estado cambió. 
Las canciones escritas por Alissa en War Eternal fueron "As The Pages Burn", "No More Regrets", "Time Is Black", "On And On" y "Avalanche", de las cuales se hizo un vídeo oficial de "No More Regrets" y un vídeo lírico de "As The Pages Burn"; el resto fueron escritas por Michael Amott y se hicieron vídeos de "War Eternal", "You Will Know My Name" y "Stolen Life". Alissa hizo covers en el álbum de las canciones "Breaking The Law" de Judas Priest y "Shadow On The Wall" de Mike Oldfield. 
En junio de 2014, durante su primera gira con Arch Enemy, se rompió una costilla, pero esto no le impidió seguir dando conciertos y declaró que el apoyo de los seguidores le estaba dando muchos ánimos.
Por su parte, la cantante Vicky Psarakis pasó a ocupar su lugar como vocalista de The Agonist.

## Estilo vocal
Alissa solía mezclar en su anterior grupo (The Agonist) los guturales con voz limpia, haciendo una alternancia entre ambos estilos. Esta forma de canto la abandonó en Arch Enemy, ya que en su primer álbum con el grupo (War Eternal) solo utiliza guturales y únicamente en la canción "Avalanche" se escucha de fondo la voz en limpio de Alissa en una parte del estribillo.
Alissa en una entrevista dijo que le gustaría usar voz melódica en futuros trabajos en Arch Enemy. En cuanto a su participación con Kamelot, su voz varió desde el canto popular, gutural y lírico, en el cual asume un rol mayoritariamente de corista y apoyo de mezzosoprano en las partes vocales femeninas de la banda, dice que al cantar con Kamelot siente que está actuando en una obra de teatro en la cual interpreta un papel.

## Discografía

### Arch Enemy
Álbumes de estudio
- War Eternal (2014)
- Will to Power (2017)
- Deceivers (2022)

EP
- Stolen Life (2015)
- Råpunk (2017)

### The Agonist
Álbumes de estudio
- Once Only Imagined (2007)
- Lullabies for the Dormant Mind (2009)
- Prisoners (2012)